# Doris Bačić
Doris Bačić (Neum, 23 febbraio 1995) è una calciatrice croata, portiere del Napoli e della nazionale croata.

## Carriera

### Club
Nata a Neum, unico sbocco sul mare della Bosnia ed Erzegovina, nel 1995, ma di nazionalità croata, inizia a giocare a calcio a Ragusa, prima con il Libertas e poi con l'Ombla.
Nel 2011 è andata a giocare in Bosnia al SFK 2000, disputando 12 gare in una stagione conclusa con la vittoria di campionato e Coppa nazionale. L'anno successivo è tornata in Croazia, all'Osijek, giocando 5 volte e vincendo anche in questo caso campionato e Coppa di Croazia. Ha esordito anche in Women's Champions League, nell'agosto 2012, contro le scozzesi del Glasgow City.
Nel 2013 è andata a giocare in Inghilterra, all'Arsenal, non trovando spazio, così come nella successiva esperienza, al Rosengård, in Svezia, nel 2014, dove ha vinto la Damallsvenskan. Nel 2015 è tornata al SFK 2000, rivincendo campionato e Coppa nazionale.
Nella stagione 2016-2017 è passata in Germania, al Sand, arrivando ottava in un campionato dove non ha ottenuto presenze. Da maggio ad agosto 2017 ha giocato in Islanda, nell'Einherji, in 2. deild kvenna, terza serie islandese, disputando 14 gare di campionato e 2 di coppa. In estate ha cambiato di nuovo Paese, andando in Belgio, all'Anderlecht, con cui è diventata campionessa del Belgio.
Nell'estate 2018 si è trasferita in Italia accasandosi alla Juventus. Chiamata a fare da vice alla titolare Laura Giuliani, nel successivo triennio l'estremo difensore croato ha comunque accumulato un discreto minutaggio e si è segnalato soprattutto nelle dinamiche di spogliatoio, contribuendo alle vittorie di tre Scudetti, una Coppa Italia e due Supercoppe italiane, prima di lasciare il club torinese nel maggio 2021.
Il 7 agosto 2023, viene ufficialmente ingaggiata a titolo definitivo dal Napoli, squadra appena tornata in Serie A.

### Nazionale
Ha iniziato a giocare con le nazionali giovanili croate nel 2010, con l'under 17, rimanendovi fino al 2011, ottenendo 6 presenze.
Nel 2014 ha disputato 3 gare con l'under 19.
Il debutto con la nazionale maggiore è arrivato all'età di 16 anni, il 24 novembre 2011, quando è entrata al 96' al posto di Nicole Vuk nella sconfitta per 2-0 in trasferta a L'Aia contro i Paesi Bassi, nelle qualificazioni all'Europeo 2013 in Svezia.

## Statistiche

### Presenze e reti (parziali) nei club
Statistiche aggiornate al 27 aprile 2025.
| Stagione        | Squadra          | Campionato      | Campionato | Campionato | Coppe nazionali | Coppe nazionali | Coppe nazionali | Coppe continentali | Coppe continentali | Coppe continentali | Altre coppe | Altre coppe | Altre coppe | Totale | Totale |
| Stagione        | Squadra          | Comp            | Pres       | Reti       | Comp            | Pres            | Reti            | Comp               | Pres               | Reti               | Comp        | Pres        | Reti        | Pres   | Reti   |
| --------------- | ---------------- | --------------- | ---------- | ---------- | --------------- | --------------- | --------------- | ------------------ | ------------------ | ------------------ | ----------- | ----------- | ----------- | ------ | ------ |
| 2018-2019       | Juventus         | A               | 10         | -4         | CI              | 0               | 0               | UWCL               | 0                  | 0                  | SI          | 0           | 0           | 10     | -4     |
| 2019-2020       | Juventus         | A               | 3          | -2         | CI              | 1               | 0               | UWCL               | 0                  | 0                  | SI          | 0           | 0           | 4      | -2     |
| 2020-2021       | Juventus         | A               | 5          | -3         | CI              | 2               | -5              | UWCL               | 1                  | -3                 | SI          | 1           | -1          | 9      | -12    |
| Totale Juventus | Totale Juventus  | Totale Juventus | 18         | -9         |                 | 3               | -5              |                    | 1                  | -3                 |             | 1           | -1          | 23     | -17    |
| 2021-2022       | Sporting Lisbona | CN              | 12         | -?         | CP              | ?               | ?               | -                  | -                  | -                  | -           | -           | -           | 12     | -?     |
| 2022-2023       | Levante Badalona | PD              | 26         | -?         | CS              | ?               | ?               | -                  | -                  | -                  | -           | -           | -           | 26     | -?     |
| 2023-2024       | Napoli           | A               | 20+2       | -33+-1     | CI              | 1               | 0               | -                  | -                  | -                  | -           | -           | -           | 23     | -34    |
| 2024-2025       | Napoli           | A               | 20         | -35        | CI              | 0               | 0               | -                  | -                  | -                  | -           | -           | -           | 20     | -35    |
| Totale Napoli   | Totale Napoli    | Totale Napoli   | 42         | -69        |                 | 1               | 0               |                    | -                  | -                  |             | -           | -           | 43     | -69    |
| Totale carriera | Totale carriera  | Totale carriera | 98         | -78+       |                 | 4               | -5+             |                    | 1                  | -3                 |             | 1           | -1          | 104    | -87+   |

## Palmarès

### Club

#### Competizioni nazionali
- Ženska Premijer Liga Bosne i Hercegovine: 2

SFK 2000: 2011-2012, 2015-2016
- Ženska nogometna liga: 2

SFK 2000: 2011-2012, 2015-2016
- Campionato croato: 1

Osijek: 2012-2013
- Hrvatski nogometni kup za žene: 1

Osijek: 2012-2013
- Campionato svedese: 1

Rosengård: 2014
- Campionato belga: 1

Anderlecht: 2017-2018
- Campionato italiano: 3

Juventus: 2018-2019, 2019-2020, 2020-2021
- Coppa Italia: 1

Juventus: 2018-2019
- Supercoppa italiana: 2

Juventus: 2019, 2020